# Литкабелис
«Литкабелис» (лит. Krepšinio klubas Lietkabelis) — литовский баскетбольный клуб из Паневежиса.

## История
Команда создана в 1964 году. Выступает в Литовской баскетбольной лиге с момента её создания в 1994 году.

### Названия
- 1964—1996 — Литкабелис (лит. Lietkabelis)
- 1996—1999 — Калнапилис (лит. Kalnapilis)
- 1999—2000 — Сема (лит. Sema)
- 2000—2001 — Паневежис (лит. Panevėžys)
- 2001—2002 — Превянта-Мальсена (лит. Preventa-Malsena)
- 2002—2003 — Мальсена (лит. Malsena)
- 2003—2004 — Аукштайтия (лит. Aukštaitija)
- 2004—2007 — Паневежис (лит. Panevėžys)
- 2007—2012 — Техасас (лит. Techasas)
- с 2012 года — Литкабелис (лит. Lietkabelis)

## Тренеры
- 1972—1978 — Раймундас Саргунас
- 1979—1996 — Видмантас Пашкаускас (с 1991 до 1994 года вместе с Раймундасом Саргунасом)

## Результаты вЛБЛ
- 1994 — 9
- 1995 — 9
- 1996 — 10
- 1997 — 9
- 1998 — 10
- 1999 — 6
- 2000 — 6
- 2001 — 7
- 2002 — 9
- 2003 — 9
- 2004 — 7
- 2005 — 8
- 2006 — 7
- 2007 — 5
- 2008 — 9
- 2009 — 9
- 2010 — 6
- 2011 — 6
- 2012 — 11
- 2013 — 9
- 2014 — 9
- 2015 — 8
- 2016 — 7
- 2017 — 2
- 2018 — 4
- 2019 — 4
- 2020 — 3
- 2021 — 3
- 2022 — 2
- 2023 — 3

## Достижения в еврокубках
- Чемпион 2-го дивизиона Балтийской лиги — 2005, 2012.